# Medellín y Pigua 3.ª Sección
Medellín y Pigua 3.ª Sección es una localidad del municipio de Centro ubicado en la subregión centro del estado mexicano de Tabasco.

## Geografía
La localidad de Medellín y Pigua 3.ª Sección se sitúa en las coordenadas geográficas 18°03′40″N 92°52′51″O / 18.061111, -92.880833, a una elevación de 3 metros sobre el nivel del mar.

## Demografía
Según el Censo de Población y Vivienda 2020, efectuado por el Instituto Nacional de Estadística y Geografía, la localidad de Medellín y Pigua 3.ª Sección tiene 5,946 habitantes, de los cuales 2,910 son del sexo masculino y 3,036 del sexo femenino. Su tasa de fecundidad es de 1.99 hijos por mujer y tiene 1,685 viviendas particulares habitadas.
| Gráfica de evolución demográfica de Medellín y Pigua 3.ª Sección entre 1940 y 2020 |
|                                                                                    |
| INEGI.                                                                             |